# The War Next Door
The War Next Door  est une série télévisée américaine en 13 épisodes de 24 minutes, créée par Will McRobb et Chris Viscardi et dont seulement 8 épisodes ont été diffusés entre le 23 juillet et le 24 septembre 2000 sur USA Network.
En France, la série a été diffusée sur Jimmy.

## Synopsis
Après avoir passé plusieurs années à sauver le monde, l'agent secret Kennedy Smith décide de prendre sa retraite et de mener une vie normale auprès de son épouse et de ses enfants.
Mais voilà que son ennemi de toujours, Kriegman, emménage dans la maison voisine de la sienne et qu'il semble bien décider à vouloir se débarrasser de lui...

## Distribution
- Linden Ashby (VF : Luc Boulad) : Kennedy Smith
- Damian Young (VF : Antoine Nouel) : Allan Kriegman
- Susan Walters (VF : Brigitte Virtudes) : Lili Smith
- Tara Rosling (VF : Blanche Ravalec) : Barbara Bush
- Nicole Dicker : Ellis Smith
- Mark Rendall : Lucas Smith

## Épisodes
1. The War Next Door (Kill Kill Kill)
2. Fais-moi tourner la tête (Menage-a-Kill)
3. Mon père ce héros (Father Knows Death)
4. Le Vendeur du mois (Death of a Salesman)
5. Amis amis (Death Dish)
6. L'Ennemi public numéro zéro (Get a Death)
7. Les Liens du sang (Blood Is Thicker Than Death)
8. L'Enfant du démon (And Baby Makes Death)
9. Tous en scène (Death in the Hood)
10. Tuer avec délicatesse (Killing with Kindness)
11. Veillée funèbre (Paul Is Dead)
12. Un air de fin du monde - 1re partie (The End of the World as We Know It - Part 1)
13. Un air de fin du monde - 2e partie  (The End of the World as We Know It - Part 2)